# بوف باغويل

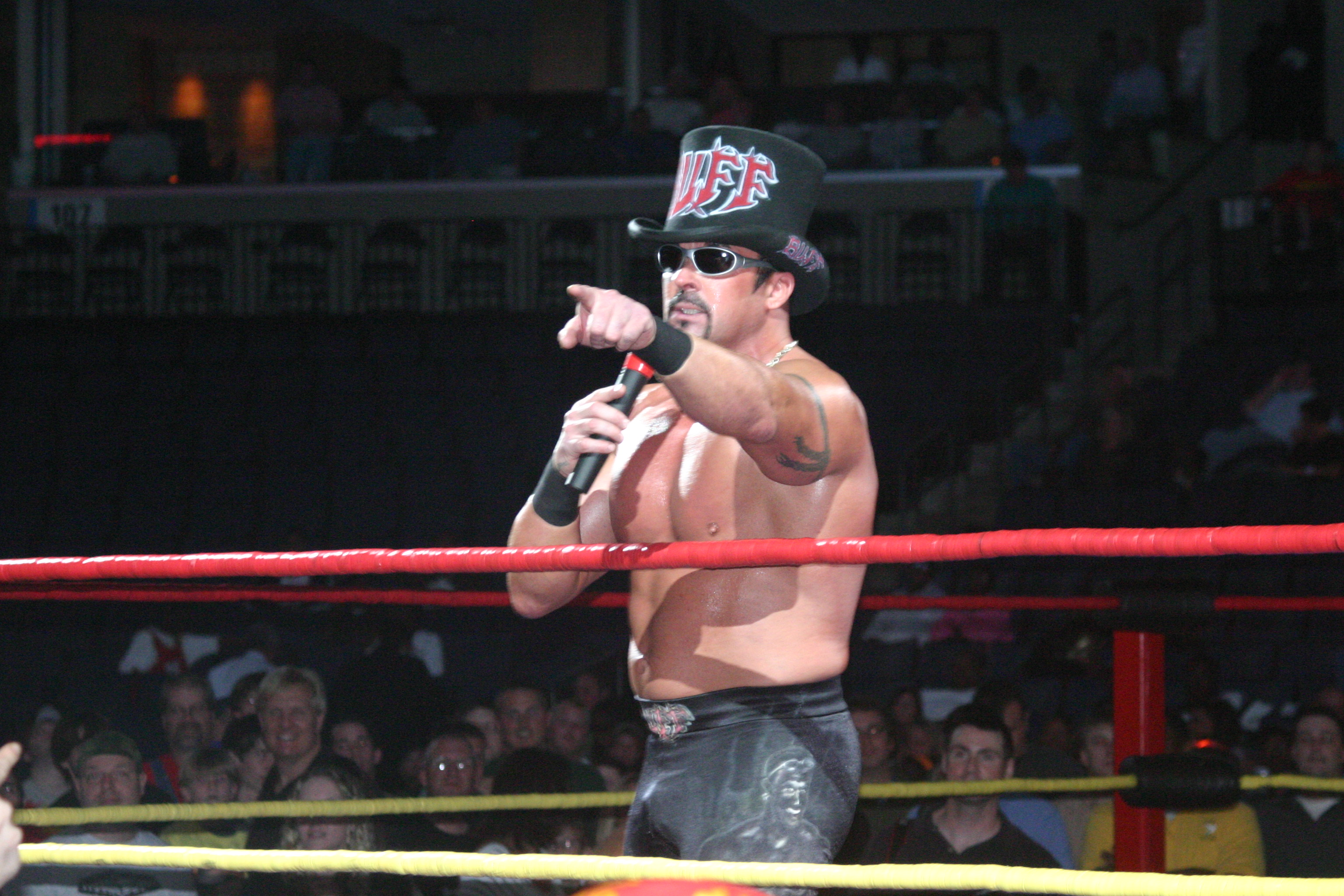
بوف باغويل

بوف باغويل (بالإنجليزية: Buff Bagwell)‏ ، واسمه الحقيقي ماركوس أليكسندر باغويل، من مواليد 10 يناير 1970، وهو مصارع محترف أمريكي وممثل سينمائي، شارك في بطولات المصارعة الحرة العالمية ومن أهمها دبليو سي دبليو من عام 1991 إلى عام 2001م.

## - بدايه مسيرته (1990 - 1991)
تدرب بوف باغويل في بداياته على يد مدرب يدعى " Steve Lawler " وظهر لاؤل مره في عام
1990 مع اتحاد مستقل يدعى North Georgia Wrestling وفي عام 1991 صارع في اتحاد يدعى
Global Force Wrestling تحت اسم The Handsome Stranger وكان هناك شخص يدعى Bill Eadie
اقترح عليه بأن تكون شخصيته مشابهه لشخصيه شخص يدعى Lone Ranger وارتداء نظارات وان
يلبس فوق رأسه الكبوس الاحمر

## الدبليو سي دبليو

### فتره التاج تيم (1991–1996)
في عام 1991 ميلادي، سجل بوف باغويل عقد مع اتحاد يدعى WCW وكان يصارع
في بداياته تحت إسمه الحقيقي واصبح يصارع باسم بوف باغويل في عام 1995
عندها شكل بوف باغويل فريق مع Scorpio , Tom Zenk , The Patriot , Scott Riggs وحصل
الفريق على حزام التاج تيم 5 مرات خلال تلك الفترة من الزمن

### فتره ان دبليو أو (1996–1999)
في 1996 , 25 نوفمبر بوف باغويل إنظم إلى عصابه nWo بعد التحول على شريكه Scott Riggs
وقام بتسميه نفسه باسم «بوف باغويل» وترك إسمه الحقيقي واصبح شريك مع مصارع يدعى
باسم Scott Norton واعلنو تسميه فريقهم Vicious and Delicious على الرغم إنه كان مع
nWo , قام بوف باغويل وقتها بلعب مباريات عده مع اتحاد NJPW كـ جزء من أعضاء nWo
وعندما عاد بوف باغويل إلى أمريكا، قام ببدى عداوته مع ليكس لوجر ولعب بوف باغويل
مع ليكس لوجر مباره وانتصر عليه في Starrcade وفي تاريخ 1998 , 22 أبريل في حلقه
WCW Thunder , لعب بوف باغويل مباره امام سكوت ستاينر وإنتصر بسبب عدم الاهليه
قبل ان يحاول سكوت ستاينر الاعتداء عليه وتنفيذ حركته القاضية عندها تسبب
سكوت ستاينر لبوف باغويل بإصابه في رقبته وعند التشخصيص، شخص بوف باغويل
على انه مصاب بإصابه بالعمود الفقري مما دفعه لإستخدام الكرسي المتحرك
لبعد الاحيان، وبعد شهور عاد بوف باغويل وسخر من هولك هوجن وفي 6 يوليو
صارع بوف باغويل لاؤل مره بعد إصابته مؤخرا في مدينته جيورجيا وقام بمناداه
ريك ستاينر لكي يتأسف لما فعله به وماتسبب له من إصابه وعندها قيد بوف باغويل
ريك ستاينر مما دفع اخيه سكوت ستاينر لضربه بالكرسي الحديدي ليؤكد لعصابه nWo
بانه يكن الحب والوفاء لهم، وفي اوائل عام 1999 ,
انشئت عصابات nWo كثيره منها عصابه nWo المكسيكيه والزرقاء والحمراء، مما دفع
بوف باغويل وستاينر لينضمو لعصابه nWo الحمراء والتحالف قد إنتهى في عرض Uncensored
عندما ضرب بوف باغويل صديقه ستاينر بالكرسي الحديدي عن طريق الخطأ وكلفه بطوله الـ TV

## الدبليو دبليو اف (2001)
بعد شراء الدبليو سي دبليو بواسطه فينس مكمان في شهر مارس لعام 2001 , كان بوف باغويل
من أوائل مصارعي الدبليو سي دبليو الذين يتعاقدون مع WWF وفي تاريخ 2001 , 1 يوليو
في أحد العروض الهاوس شو كان الحدث الرئيسي هو بوف باغويل وبوكرتي، فاز بالمباره بوف
باغويل وفي تاريخ 2001 , 2 يوليو ظهر بوف باغويل لاؤل مره على تلفزيون الدبليو دبليو اف
الدبليو دبليو اف، وتنافس امام بوكرتي مره أخرى على بطوله الدبليو سي دبليو وفاز بوف
باغويل مره أخرى عن طريق الاستبعاد وتدخل كلا من كرت انجل وستيف اوستن من ثم قامو بضرب
بوكرتي ثم قامو بضربه في خلف الكواليس، في تاريخ 2001 , 3 يوليو في نسخه سماكدون تلقى
بوف باغويل إصابه من فريق برادشو وجي بي ال وقالو بأن امه اخبرت الدبليو دبليو أي
بأن يجعلوه يتلقى إصابه بالغه، بوف باغويل نفسه قال انه لايفهم لماذا الدبليو دبليو
أي تقوم بطرده، ثم دخل بوف باغويل الاتحادات المستقله

## وصلات خارجية
- بوف باغويل على موقع WrestlingData.com (الإنجليزية)
- بوف باغويل على موقع CageMatch worker (الإنجليزية)
- بوف باغويل على موقع قاعدة بيانات المصارعة على الإنترنت (الإنجليزية)
- بوف باغويل على موقع عالم المصارعة على الإنترنت (الإنجليزية)

- الموقع الرسمي
- بوف باغويل على موقع IMDb (الإنجليزية)
- بوف باغويل على موقع قاعدة بيانات الفيلم (الإنجليزية)